# ロッソ (模型メーカー)
ロッソ はかつて静岡県に存在した日本の模型メーカーである。
タンポ印刷塗装済み半完成品やグレードアップパーツ付きキット、またカルトグラフデカール付属キットなど
現在のスタンダードをいち早く取り入れたものの、メーカーとして活動した期間は短かった。
しかし、他社が手がけなかった車種やモデルスケールにより、現在でも愛好家の間では高い評価を受けている。
主な商品は、1/43、1/24、1/8、の主にフェラーリF1を中心にラインアップしていた。これらの商品は、会社が存続していた1990年代においては、（おそらく現在でも）決して安いものではなく、それを自覚していたのかボディ塗装済みのものをリリースしたり、流通のための努力も見られた。人気がありながらリリースされていなかった車種をリリースするなど、最新型が発売候補だった当時のF1モデルの常識に一石を投じた功績は大きい。